# Seznam řek v Rakousku

Povodí Rakouska:
Rýn
Dunaj
Labe

Seznam řek v Rakousku obsahuje vybrané řeky Rakouska.

## Podle úmoří a povodí
Kurzívou jsou vyznačeny řeky a jezera mimo vlastní území Rakouska.

### Úmoří Černého moře
- Donau/Dunaj (u Suliny, Rumunsko)
  - Drava/Dráva (ústí poblíž Osijeku, Chorvatsko)
    - Mura (ústí poblíž Legradu, Chorvatsko)
      - Mürz (v Bruck an der Mur)

    - Gurk (ústí poblíž Völkermarktu)
      - Glan (ústí poblíž Klagenfurtu)

    - Gail (ve Villachu)

  - Raab/Rába (ústí poblíž Győru, Maďarsko)
    - Pinka (v Körmendu, Maďarsko)

  - Leitha/Litava (ústí poblíž Mosonmagyaróváru, Maďarsko)
  - March/Morava (u Bratislavy (Děvín), Slovensko)
    - Thaya/Dyje (ústí poblíž Hohenau)
      - German Thaya/Rakouská Dyje soutok u Raabs an der Thaya
      - Moravian Thaya/Moravská Dyje soutok u Raabs an der Thaya

  - Fischa (ve Fischamendu)
    - Piesting (v Gramatneusiedlu)

  - Wien/Vídeňka (ve Vídni)
  - Kamp (v Grafenwörthu)
    - Krems (Dunaj) (v Grafenwörthu)

  - Traisen (v Grafenwörthu)
    - Gölsen (v Traisenu)

  - Erlauf (v Pöchlarnu)
  - Ybbs (v Ybbs an der Donau)
  - Enns/Enže (v Ennsu)
    - Salza (v Großreiflingu)

  - Traun (v Linci)
    - Krems (Traun) (v Traunu)
    - Alm (ústí poblíž Lambachu)
    - Ager (v Lambachu)

  - Innbach (ve Wilheringu)
  - Inn (v Pasově, Německo)
    - Salzach/Salice (v Haimingu, Německo)
      - Saalach (ve Freilassingu, Německo)

    - Alz (v Marktl am Inn, Německo)
      - Chiemsee (v Seebrucku, Německo)
        - Tiroler Achen (v Grabenstättu, Německo)
          - Großache (v St. Johann in Tirol)

    - Ziller (v Münsteru)
    - Sill (v Innsbrucku)

  - Isar (ústí poblíž Deggendorfu, Německo)
    - Loisach (ve Wolfratshausenu, Německo)

  - Lech (ústí poblíž Donauwörthu, Německo)
    - Vils (ústí poblíž Füssenu, Německo)

  - Iller (v Ulmu, Německo)
    - Breitach (ústí poblíž Oberstdorfu, Německo)

- Schwechat/Schwachat

### Úmoří Severního moře
- Elbe/Labe (ústí poblíž Cuxhavenu, Německo)
  - Moldau/Vltava (v Mělníku, Česko)
    - Lainsitz/Lužnice (v Týnu nad Vltavou, Česko)

- Rhein/Rýn (Hoek van Holland, Nizozemsko)
  - Bregenzer Ach (ústí do Bodamského jezera v Bregenzu)
  - Dornbirner Ach (ústí do Bodamského jezera poblíž Hardu)
  - Ill (ústí poblíž Feldkirchu)

## Podle abecedy
Ager, Alm, Bregenzer Ach, Breitach, Danube/Dunaj, Dornbirner Ach, Drava, Enns, Erlauf, Fischa, Gail, Glan, Gölsen, Gurk, Ill, Inn, Isar, Kamp, Kitzbühler Ache, Krems (Dunaj), Krems (Traun), Lech, Leitha/Litava, Loisach, Lužnice, Morava/March, Mura, Mürz, Piesting, Pinka, Rába, Rhein/Rýn, Saalach, Salza, Salzach, Sill, Thaya/Dyje, Tiroler Achen, Traisen, Traun (Dunaj), Vils (Lech), Wien/Vídeňka, Ybbs, Ziller